# El sulfato atómico
El sulfato atómico es una historieta del autor de cómics español Francisco Ibáñez, publicada en 1969, la primera historia larga de su serie Mortadelo y Filemón.

## Trayectoria editorial
Tras su serialización el 27 de enero de 1969 en la revista Gran Pulgarcito, a 2 o 4 páginas por número, ha sido recopilada de la siguiente forma:
- En el tomo n.º 1 de Ases del Humor, ya en este año.[1]
- En el álbum n.º 139 de la primera edición de la Colección Olé titulado Mortadelo y Filemón: Al rico disparate en 1977.[cita requerida]
- En el tomo n.º 1 de Magos del Humor.[2]
- En el álbum n.º 100 de la cuarta edición de la Colección Olé, la tercera de Ediciones B en 1995.[3]
- En el tomo n.º 21 de Súper Humor de Ediciones B, junto a Safari callejero, Chapeau el "esmirriau", El plano de Alí-gusa-no y La caja de diez cerrojos.[4]
- En el tomo n.º 1 de Las mejores historias de Mortadelo y Filemón en 2001.[cita requerida]

## Sinopsis
El sulfato atómico es una loción que, según el profesor Bacterio, elimina las plagas del campo. Sin embargo, la loción hace justo el efecto contrario: agranda considerablemente a los animales, por lo que representa un grave peligro para la humanidad.
Lo peor del caso es que uno de los frascos que contienen ese compuesto fue robado por agentes de la república de Tiranía. Allí gobierna el dictador Bruteztrausen, quien pretende dominar el mundo. La misión de Mortadelo y Filemón es ir a Tiranía y recuperar el frasco. Allí los agentes de la frontera les expulsan, porque Mortadelo en un error cogió unos recetarios en vez de los pasaportes. Por ello deben entrar de incógnito, con los disfraces de Mortadelo. Llegan a la ciudad y logran entrar al palacio, arrebatar el frasco al presidente en sus propias narices y huir, todo ello gracias a la ayuda de un frasco de dicho sulfato que se llevaron desde España.

## Características y valoración
Esta historieta, junto con Valor y... ¡al toro!, son valoradas como las mejores de Mortadelo y Filemón.
Su extensión y el cuidado de su guion y dibujos la emparenta en ocasiones a la historieta franco-belga más clásica, como la del álbum de Tintín El asunto Tornasol. y, sobre todo, QRN en Bretzelburg de Spirou y Fantasio. Esto se debe a que Ibáñez quiso dar un aire mucho más realista a la obra, basándose en el estilo de otros autores europeos de la época (Franquin de Spirou, Peyo de Benoit Brisefer... de los que toma el estilo y muchos de los objetos, personajes secundarios y fondos), y, en los que, aunque el humor sea lo primero, siempre se da un poco de importancia al realismo en los personajes, fondos y cronología de la historia.
Del guion cabe destacar su cuidada estructura, totalmente lineal (mientras que otras obras de Ibáñez solían dividirse en capítulos, debido a su edición semanal en las revistas) y un cierto aire a película de espionaje con remarcado acento a James Bond o a Misión Imposible, puesto que las situaciones a las que se enfrentan los detectives son mucho más serias que en el resto de sus cómics, como cuando Filemón es capturado por los Tiranienses, o Mortadelo y Filemón suben al taxi de un demente seguidor de la dictadura. Los recursos absurdos que prevalecen en otros cómics se tratan aquí con mayor delicadeza, y el humor resulta mucho más refinado, en resumen, como en los cómics de Spirou o de Astérix. [cita requerida]
También es notable cómo los efectos de los golpes (chichones, etc.) duran más que en otras historias largas de Mortadelo y Filemón: Atísbese que los dos agentes son golpeados en cierto momento del cómic, y conservan sus chichones hasta el mismo final de la historia. Puede verse también que Filemón cambia de ropa y se pone otra (esta vez sin su característica pajarita), la cual perdura hasta la última viñeta.
Muchos opinan que hubiera sido interesante que la serie mantuviese este característico estilo durante más álbumes, solo porque tal vez su evolución hubiera tomado otros rumbos. De hecho, el estilo utilizado en el guion y dibujo de este cómic sigue desarrollándose en las siguientes aventuras largas. Posteriormente, el estilo volvería a ser como el de los viejos tiempos, llegándose a la división de la aventura en pequeños capítulos, para facilitar así su comercialización semanal y mensual en las revistas. La razón de que el cuidado del dibujo sea peor en álbumes posteriores es que Ibáñez se quejó de que en el tiempo que le había llevado hacer ese cómic podría haber hecho tres, y que además a la mayoría de los lectores lo que le preocupaba era que fuera divertida y no "que el personaje tenga más o menos arruguitas".[cita requerida]

## En otros medios
- Ha sido adaptado al completo en el episodio de la serie de televisión sobre los personajes.
- En 1998 la empresa española de videojuegos Alcachofa Soft lanzó una aventura gráfica para ordenador con nombre homónimo, aunque adaptando solo algunas partes. Fue un éxito de ventas que propició una serie de aventuras desarrolladas por Alcachofa y basadas en Mortadelo y Filemón durante los siguientes años, y  que eran supervisadas por el propio Francisco Ibáñez.[8]
- La película realizada con actores de carne y hueso La gran aventura de Mortadelo y Filemón se hace eco de la historieta en ciertos detalles: El destartalado autocar de la compañía "El Avión", el cartel Visite Tirania y el discurso final de Rompetechos.[9]